# Cumeno
Cumeno es el nombre utilizado comúnmente para el isopropilbenceno, un compuesto químico clasificado entre los hidrocarburos aromáticos. Se encuentra en el petróleo y en algunos de sus productos derivados, como algunos combustibles. Se utiliza en la síntesis de algunos detergentes y, principalmente, en la fabricación de fenol y acetona mediante la obtención previa de hidroperóxido de cumeno.

## Propiedades físicas y químicas[3]
El cumeno es un líquido, transparente, incoloro, con un fuerte olor aromático acre y penetrante, incoloro e inflamable. Su temperatura de inflamación es de 44 °C en copa cerrada y 25 °C en copa abierta; su temperatura de autoignición es de 424 °C; y cuando su concentración en presencia de oxígeno está entre 0,88% y 6,5%.
- Presión de vapor: 8 mmHg (a 20 °C)
- Densidad relativa: 0,86 g/cm³ (a 15 °C)
- Densidad relativa de los vapores: 4,1 (aire=1)

Es soluble en la mayoría de disolventes orgánicos, como alcohol, éter, benceno y acetona. Es prácticamente insoluble en agua.
Su coeficiente de reparto octanol/agua (log Pow) es de 3.66, y su límite de explosividad (% en volumen en el aire) es de 0.9-6.5%.

## Producción
La producción comercial de cumeno se lleva a cabo a través de un catalizador de alquilación de benceno, con la adición de propileno. Puede usarse como catalizador el ácido fosfórico solidificado sobre alúmina, conforme se hacía hasta mediados de los años 1990, cuando alcanzó mayor auge la catálisis basada en zeolitas.

## Usos más frecuentes[3]
El cumeno (2-fenilpropano) es un componente natural del petróleo crudo y se produce de forma natural en el medio ambiente en plantas y hierbas pantanosas. Otras fuentes de obtención del compuesto serían: gasolina, disolventes, humo del tabaco, vulcanización del caucho, escape de motores a reacción, fabricación de pintura, hierro y acero. También se usa en la industria farmacéutica y textil; minería, pavimentación e impermeabilización; fabricación de compuestos orgánicos y plásticos, galvanoplastia y producción de celulosa y papel.				
El cumeno se fabrica a partir de la destilación de alquitrán de hulla y fracciones de petróleo o bien, se produce mediante la alquilación de benceno con propeno utilizando un catalizador ácido. Se utiliza fundamentalmente como intermediario químico en la producción de fenol y acetona; además, se ha recomendado como sustituto del benceno para muchas aplicaciones industriales.	
La exposición profesional, principalmente por vía inhalatoria, ocurre durante su producción y uso o bien, en el uso de productos que contienen cumeno. El cumeno se produce, normalmente, en sistemas cerrados, y la mayoría de los niveles de exposición laboral medidos son bajos.

## Información toxicológica[5]
Vías de exposición. La sustancia puede entrar en nuestro organismo por inhalación, a través de la piel y por ingestión. La principal vía de exposición laboral al cumeno es la inhalatoria, pero también puede haber exposición por vía dérmica por tratarse de una sustancia altamente lipófila.
Efectos de exposición de corta duración. En caso de ingestión la sustancia penetra fácilmente en las vías respiratorias y puede provocar neumonía por aspiración. También puede afectar al sistema nervioso central.
Efectos de exposición prolongada o repetida. El contacto prolongado o repetido con la piel puede producir dermatitis; además, puede afectar al hígado y al tracto respiratorio superior.
La exposición prolongada o repetida puede secar la piel y causar grietas con enrojecimiento. No se ha evaluado adecuadamente si la exposición repetida puede causar daño al cerebro u otros nervios. Sin embargo, otras sustancias químicas basadas en el petróleo han mostrado causar tal daño. Entre los efectos se incluyen disminución de la memoria y la concentración, cambios de la personalidad (aislamiento, irritabilidad), cansancio, trastornos del sueño, disminución de la coordinación o efectos sobre los nervios del sistema nervioso autónomo (parte del sistema nerviosa que inerva los órganos internos, incluidos vasos sanguíneos, estómago, intestino, hígado, riñones, vejiga, estructuras genitales, pulmones, pupilar, corazón y glándulas) o los nervios que inervan los brazos y las piernas (debilidad, hormigueo). 

## Valores Límite Ambientales (VLA)[6][7][8]
TWA (Time-Weighted Average) hace referencia a la concentración promedio ponderada para 8 horas que no deberá ser superada en ningún turno de 8 horas para semanas laborales de 40 horas.
STEL (Short-Term Exposure Limit) se define como la concentración promediada para períodos de 15 minutos (si no se especifica otro período de tiempo) que no debe superarse en ningún momento de la jornada de trabajo.
Ambos se expresan en partes por millón (ppm), donde 1 ppm equivale a 5 mg/m³, por lo que 1 mg/m³ equivale 0,20 ppm.
En la Unión Europea:
- STEL/VLA-ED (Valor Límite Ambiental-Exposición Diaria): 50 ppm (15 minutos).
- STEL/VLA-EC (Valor Límite Ambiental-Exposición de Corta Duración): 250 mg/mm3 (15 minutos).
- TWA/VLA-ED: 20 ppm (8 horas) o 100 mg/mm3 (8 horas) en caso de la piel.

En España:
- VLA-ED (Valor Límite Ambiental-Exposición Diaria): 10 ppm (50 mg/m3)
- VLA-EC (Valor Límite Ambiental-Exposición de Corta Duración): 50 ppm (250 mg/m3)

## Valores Límite Biológicos (VLB)[6]
Son los valores de referencia para los Indicadores Biológicos asociados a la exposición global a los agentes químicos (IBE) y son aplicables para exposiciones profesionales de ocho horas diarias durante cinco días a la semana. En general, los VLB representan los niveles más probables de los Indicadores Biológicos en trabajadores sanos sometidos a una exposición global a agentes químicos, equivalente, en términos de dosis absorbida, a una exposición exclusivamente por inhalación del orden del VLA-ED.
- IBE (Índice biológico de exposición): 2-fenil-2-propanol en orina

El IBE permite valorar el grado de afectación que presenta el individuo por exposición a una sustancia determinada, de modo que la presencia de 2-fenil-2-propanol en orina sería indicativo de que una persona ha estado expuesta al cumeno.
- Valores límite VLB: 7 mg/g creatinina
- Momento de muestreo

Los indicadores biológicos medidos en orina son habitualmente analizados en muestras puntuales tomadas en momentos determinados, ya que en el entorno laboral no es fácil ni seguro obtener muestras de orina correspondientes a períodos largos de tiempo (por ejemplo 24 horas), las cuales proporcionarían una información más exacta sobre la eliminación del xenobiótico.
La toma de muestra debe realizarse al final de la jornada laboral cuando el final de la exposición a dicha sustancia no coincida con el final de la jornada laboral, es decir, la muestra se tomará lo antes posible después de que cese la exposición real.

## Toxicocinética[3]
Al ser una sustancia altamente lipófila se distribuye bien por el organismo, con una posible acumulación en el tejido adiposo.
En humanos el cumeno se absorbe bien a través del tracto respiratorio. Debido a sus propiedades lipófilas, se puede suponer que se absorbe bien a través del tracto gastrointestinal y a través de la piel, dada su analogía estructural y físicoquímica con el tolueno y xileno.
El cumeno se metaboliza a 2-fenil-2-propanol (40%) y a 2-fenil-1-propanol (25%) y el cual se transforma posteriormente en ácido 2-fenilpropiónico, mientras que alrededor del 5% del cumeno se exhala.
En animales el cumeno se absorbe bien a través del tracto respiratorio y tracto gastrointestinal, pero no se disponen de datos farmacocinéticos para la absorción dérmica. Se metaboliza generando los metabolitos 2-fenil-2-propanol y sus conjugados glucurónido o sulfato, que se excretan por la vía renal y aparecen en orina. Además, hay una pequeña parte de cumeno y sus metabolitos que pasan a circulación enterohepática y se excretan en bilis. 

## Toxicidad aguda[3]
En humanos, la exposición por vía inhalatoria puede causar dolor de cabeza, mareos, somnolencia, ataxia leve y pérdida del conocimiento, así como dificultades respiratorias. Normalmente estos síntomas aparecen por sobreexposición, y pueden ser retardados. 
La toxicidad aguda es baja y está relacionada principalmente con los efectos narcóticos. 
En animales, la exposición por vía inhalatoria produce depresión del sistema nervioso central y se estableció un NOAEC para los efectos en el sistema nervioso de 100 ppm. Los órganos diana, tras la administración repetida en animales de experimentación, son riñones, hígado y tracto respiratorio.
La intoxicación por exposición dérmica produce debilidad, pérdida de peso, colapso, decoloración de hígado, riñón y bazo e inflamación del tracto gastrointestinal y hemorragia pulmonar.

## Toxicidad crónica[3]
En relación con exposiciones repetidas solo se dispone de datos en animales de experimentación. En estudios anteriormente realizados se consideró un NOAEC para ratas de 50 ppm, la cual causó un aumento en los pesos relativos de hígado y riñón en ratas macho y un aumento en la incidencia de inflamación crónica en el hígado de ratones hembras mientras que en ratas hembra el peso relativo del riñón aumentó a 250 ppm o más y no se observaron cambios histopatológicos.

## Irritación y corrosividad[3]
En humanos, el cumeno tiene un valor límite umbral de olor de 0,088 ppm, sin indicios de irritación local. Produce irritación dolorosa de los ojos y el tracto respiratorio se produce a concentraciones aproximadas de 300-400 ppm.

## Genotoxicidad[3]
No hay estudios en humanos. 
Datos en animales:
- Un ensayo con ratones CDR-1 BR Swiss (10 por sexo y grupo) indicó que no había potencial clastogénico después de la administración oral de 250, 500 y 1.000 mg/kg/día de cumeno en 2 días consecutivos (ECB, 2001).
- Se realizó otro estudio por NTP (2009, 2012 a, b), con ratas Fisher 344 macho y ratones B6C3F1 macho y hembra (6 animales/grupo) a los que se les administró mediante sonda cumeno o etil metasulfonato como control positivo, una vez al día, durante 4 días consecutivos. Sólo se observaron aumentos relacionados con la dosis, de daño en el ADN, en las células de hígado de rata macho y en células de pulmón de ratón hembra a dosis repetidas de 800 mg/kg o superiores.

## Carcinogenicidad[3]
No hay datos publicados en relación con los humanos.
En animales, hay estudios que han demostrado que la exposición al cumeno por vía inhalatoria en ratas (de ambos sexos) durante 2 años, 5 días a la semana y 6h/día a 250 ppm producía un aumento significativo de adenoma del epitelio respiratorio en la nariz y la exposición a 1.000 ppm produjo un aumento significativo de hiperplasia de las células basales del epitelio olfativo de la nariz.
En ratones machos sometidos a las mismas condiciones de estudio, pero expuestos a 500 ppm, se observó un aumento en la incidencia de adenoma y carcinoma de túbulos renales mientras que en ratones hembras se detectó un aumento de la incidencia de adenoma y carcinoma hepatocelular.

## Actuación frente a una intoxicación[9]
Los primeros auxilios varían en función de cómo se haya producido la intoxicación (vía de exposición):
- Contacto con los ojos: Lavar inmediatamente con abundante agua, incluido bajo los párpados, durante al menos 15 minutos. Posteriormente, ponerse en contacto con los servicios de emergencia y consultar a un médico.
- Contacto con la piel: Lavar inmediatamente con abundante agua durante al menos 15 minutos. Posteriormente, ponerse en contacto con los servicios de emergencia y consultar a un médico.
- Ingestión: No provocar el vómito. Llamar inmediatamente a un médico o a un centro de información toxicológica. Si se produce el vómito de forma natural, hay que mantener a la víctima inclinada hacia adelante.
- Inhalación: Transportar a la víctima al exterior. Consultar a un médico. Si no respira, realizar técnicas de respiración artificial. Hay que tener precaución pues existe riesgo de lesiones pulmonares graves (por aspiración).